# Cephalosphaera immodica
Cephalosphaera immodica är en tvåvingeart som beskrevs av De Meyer och Patrick Grootaert 1990. Cephalosphaera immodica ingår i släktet Cephalosphaera och familjen ögonflugor. Inga underarter finns listade i Catalogue of Life.